# Lettera sull'"umanismo"
(Martin Heidegger, Über den Humanismus (1947), in GA 9, p. 313)
La Lettera sull'«umanismo» (in tedesco Über den Humanismus) è una lettera del filosofo tedesco Martin Heidegger, scritta nel dicembre 1946 e pubblicata nel 1947.

## Contenuto
L'autore tenta qui di rispondere a una serie di questioni postegli da Jean Beaufret in una lettera del 10 novembre 1946. Inaugurando le proprie meditazioni sulla tecnica, che costituirà uno dei temi d'indagine principali del cosiddetto secondo Heidegger, il filosofo di Meßkirch in questo testo prende esplicitamente le distanze anche da Jean-Paul Sartre e in generale da tutto l'esistenzialismo francese. In contrasto con L'esistenzialismo è un umanismo (1945), Heidegger scrive infatti queste parole:
existentia ed essentia nel significato della metafisica, la quale, da Platone in poi, dice: l'essenza precede l'esistenza. Sartre
rovescia questa tesi, ma il rovesciamento di una tesi metafisica rimane una tesi metafisica. [...] Resta sempre da chiedersi prima di tutto a partire da quale destino dell'essere questa differenziazione nell'essere tra esse essentiae ed esse existentiae arrivi al pensiero. [...] Forse il fatto che le cose vadano così a proposito della differenza tra essentia ed existentia non è un segno dell'oblio dell’essere?»
(Martin Heidegger, Lettera sull'«umanismo»)

È in quest'opera, tra l'altro, che Heidegger usa l'espressione: L'uomo è il pastore dell'Essere.